# Mont Bungay
Pour les articles homonymes, voir Bungay.
La mont Bungay est une montagne des îles Kerguelen, point culminant de la région des Dombes, s'élevant à 69 m d'altitude.

## Histoire
En janvier 1952, Edgar Aubert de la Rüe l'escalade. Il écrit : « C'est le mont Bungay, modeste colline de 70 mètres, et l'un des rares reliefs qui émerge des tourbières de l'Est. [...] Ce petit cône n'est plus qu'un squelette de volcan, dont la lave fissile, une phonolite foncée, se débite en plaques sonores. C'est un bon point de vue, d'où l'on aperçoit le plus étonnant rassemblement d'étangs que l'on puisse imaginer ».
Xavier Reppe en 1957 dans son ouvrage Aurore sur l'Antarctique écrit : « c'était le mont Bungay, vieux témoin d'un relief disparu, aux roches déchiquetées et couvertes de lichen ».